# Томас Лафчис
Томас Лафчис е български и гръцки бизнесмен, бивш футболен вратар. От 1991 до 1999 г. е президент и собственик на ПФК „Левски“ (София), с което време е на второ място по продължителност начело на клуба след Тодор Батков. Женен е за журналистката Вяра Анкова.

## Кариера
Кариерата му като футболист – вратар, започва като юноша на ФК Левски, един сезон играе за Черно море. През 1977 г. е взет обратно от Левски-Спартак и печели купата на България. От 1981 до 1983 г. пази за ОФИ Крит. През 1983 г. подписва договор за 2 години с Панатинайкос и печели титлата и националната купа. След това играе в Белгия за Антверпен и отново за ОФИ. Слага край на кариерата си през 1989.